# HOXD3
HOXD3 (англ. Homeobox D3) – білок, який кодується однойменним геном, розташованим у людей на короткому плечі 2-ї хромосоми. Довжина поліпептидного ланцюга білка становить 432 амінокислот, а молекулярна маса — 45 730.
| 10         |  | 20         |  | 30         |  | 40         |  | 50         |
| ---------- |  | ---------- |  | ---------- |  | ---------- |  | ---------- |
| MLFEQGQQAL |  | ELPECTMQKA |  | AYYENPGLFG |  | GYGYSKTTDT |  | YGYSTPHQPY |
| PPPAAASSLD |  | TDYPGSACSI |  | QSSAPLRAPA |  | HKGAELNGSC |  | MRPGTGNSQG |
| GGGGSQPPGL |  | NSEQQPPQPP |  | PPPPTLPPSS |  | PTNPGGGVPA |  | KKPKGGPNAS |
| SSSATISKQI |  | FPWMKESRQN |  | SKQKNSCATA |  | GESCEDKSPP |  | GPASKRVRTA |
| YTSAQLVELE |  | KEFHFNRYLC |  | RPRRVEMANL |  | LNLTERQIKI |  | WFQNRRMKYK |
| KDQKAKGILH |  | SPASQSPERS |  | PPLGGAAGHV |  | AYSGQLPPVP |  | GLAYDAPSPP |
| AFAKSQPNMY |  | GLAAYTAPLS |  | SCLPQQKRYA |  | APEFEPHPMA |  | SNGGGFASAN |
| LQGSPVYVGG |  | NFVESMAPAS |  | GPVFNLGHLS |  | HPSSASVDYS |  | CAAQIPGNHH |
| HGPCDPHPTY |  | TDLSAHHSSQ |  | GRLPEAPKLT |  | HL         |  |            |

A: Аланін

C: Цистеїн

D: Аспарагінова кислота

E: Глутамінова кислота

F: Фенілаланін

G: Гліцин

H: Гістидин

I: Ізолейцин

K: Лізин

L: Лейцин

M: Метіонін

N: Аспарагін

P: Пролін

Q: Глутамін

R: Аргінін

S: Серин

T: Треонін

V: Валін

W: Триптофан

Кодований геном білок за функцією належить до білків розвитку. 
Задіяний у таких біологічних процесах як транскрипція, регуляція транскрипції, поліморфізм. 
Білок має сайт для зв'язування з ДНК. 
Локалізований у ядрі.